# Записи пред сан
Записи пред сан (јап. 枕草子 Макура но соши) књига је забелешки и запажања јапанске књижевнице Сеи Шонагон, започета док је ауторка служила као дворска дама царице Теиши око 993, а завршена две године након царичине смрти око 1002. По своме облику Записи пред сан су најстарији сачувани, а можда и први написани, зуихицу (записи који следе кист), посебан жанр јапанске књижевности који је сачињен од мање-више неповезаних запажања, размишљања, доскочица, описа доживљаја и догађаја, пописа околности или предмета неке категорије. Записи пред сан су сачињени од око триста краћих прозних текстова такве врсте. Најкраћи су сачињени од неколико реченица, док су најдужи исписани на неколико страница. Израз је сажет, неретко поетски надахнут поготово при опису природе и весело живахан при опису дворског живота и еротског удварања припадника дворске свите. Најпознатији делови књиге су поетични спискови сачињени на основу неког кртеријума: ствари које су нам мрске, ствари од којих нам срце заигра, ствари које буде драге успомене на прошлост, стабла, птице, профињене ствари, предмети песништва, неприкладне ствари, итд. Писање Сеи Шонагон одликује и изразито умеће у приказивању детаља, као и присуство великог броја цитата преузетих из класичне јапанске и кинеске лирике, са којима се ауторка непрестано поигравала. Књига садржи и савете о појединим реторичким вештинима, попут савета како водити конверзацију или како написати љубавно писмо.
Књига је циркулисала вековима у писаној форми на двору. Током времена настало је више верзија текста, пошто су различити писари при преписивању мењали распоред, додавали садржај и испуштали поједине делове оригинала. Модерни проучаваоци издвајају четири варијанте преписа као значајне за проучавање, од којих се две верзије, Санканбон и Ноинбон, сматрају најцеловитије и најприближније оригиналу, те служе за штампање савремених издања. Прво штампано издање изашло је у 17. веку. Записи пред сан су врло брзо стекле статус класика јапанске и светске књижевности. За разлику од мушкараца који су током Хејан периода писали кинеским писмом (кинеска култура је имала статус noblesse oblige у срењовековом Јапану), женама је било допуштено да пишу јапанским језиком и фонолошким слоговним писмом: Јапански читаоци су се увек слагали о изванредној лепоти и изазовној моћи Шонагонина језика. Ђацима „Натписе пред сан” још предочавају као узор језичке чистоће: јер, осим властитих имена, наслова и цитата, у њима готово да не постоји нека кинеска реч и фраза. Језик је ритмичан, гибак, разнолик и сажет - много је јаснији од језика „Прича о Генџију” с дугачким реченицама и гломазном мрежом зависних делова реченице.
Избор из ове поетске бележнице са енглеског превода јапанског оригинала превели су на српски језик Катарина Поповић и Флавио Ригонат.